# 1619
1619 (MDCXIX) var ett normalår som började en tisdag i den gregorianska kalendern och ett normalår som började en fredag i den julianska kalendern.

## Händelser

### Januari
- 31 januari – Andra Älvsborgs lösen slutbetalas och det nya Göteborg anläggs efter att Göta älvs mynning åter kommit i svensk besittning. Ett nederländskt faktori har funnits vid Hisingen sedan seklets början och det utländska inflytandet över den nya staden är stort.

### Maj
- 31 maj – Kejsarens trupper besegrar protestanterna i slaget vid Sablat.

### September
- 21 september – Alingsås får stadsprivilegier.[1]

### Okänt datum
- Gustav II Adolf skickar sändebud till Tyskland för att samla musiker till ett kungligt hovkapell.
- Nederländaren Govert Silentz flyttar till Sverige. Tillsammans med några av sina landsmän bidrar han under 1620-talet med tekniska insatser i kopparbruket. En av dessa insatser är rening av Stora kopparbergets råkoppar.

## Födda
- 24 februari
  - Gustaf Adolf Levenhaupt, svensk militär, riksråd, fältmarskalk och generalguvernör.
  - Charles Le Brun, fransk målare.
- 6 mars – Cyrano de Bergerac, fransk dramatiker.
- 21 april – Jan van Riebeeck, nederländsk kolonisatör.
- 19 maj – Gustaf Rosenhane, svensk friherre och jurist.
- 6 augusti – Barbara Strozzi, italiensk barockkompositör.
- 28 augusti – Anne Genevieve av Bourbon, politiskt aktiv fransk hertiginna.
- 17 december – Rupert av Pfalz, engelsk guvernör i Kanada.
- Birgitta Durell, svensk textilfabrikör.

## Avlidna
- 4 januari – Kristina Svantesdotter Sture, gift med Gustav Axelsson Banér; svensk brevskrivare.
- 4 mars – Anna av Danmark, drottning av Skottland sedan 1589 och av England sedan 1603 (gift med Jakob VI/I)
- 17 mars – Denis Calvaert, flamländsk konstnär.
- 6 maj – Lekë Matrënga, albansk präst och författare.
- 22 juli – Laurentius av Brindisi, italiensk kyrkolärare; helgon.
- 13 november – Ludovico Carracci, italiensk målare.
- 23 december – Johan Sigismund, kurfurste av Brandenburg.
- Caterina Vitale, maltesisk apotekare.

### Fotnoter
1. ↑  Alingsås kommun – Alingsås historia (läst 3 april 2011) Arkiverad 9 april 2014 hämtat från the Wayback Machine.